# Лім Чон У (хокеїст на траві)
Лім Чон У (20 січня 1978) — південнокорейський хокеїст на траві.
Срібний призер Олімпійських Ігор 2000 року, учасник 2004 року.
Срібний призер Азійських ігор 1998 року.
Срібний призер Виклику чемпіонів 2003 року.
Срібний призер Трофею чемпіонів 1999 року, бронзовий призер 2000 року.